# 법원공무원교육원
법원공무원교육원(法院公務員敎育院, Training Institute for Court Officials)은 법원직원·집행관 등의 연수 및 양성에 관한 사무를 관장하는 대한민국 대법원의 소속기관이다. 1979년 4월 13일 발족하였으며, 경기도 고양시 일산동구 호수로 523에 위치하고 있다. 원장은 판사 혹은 정무직으로 보한다.

## 설치 근거
- 「법원조직법」 제21조[2]

## 연혁
- 1962년 11월 3일: 법원직원훈련원 설치.[3]
- 1971년 1월 1일: 법원직원훈련원을 폐지하고 소관 사무를 사법연수원으로 이관.[4]
- 1979년 4월 13일: 대법원 직속으로 법원공무원교육원 설치.[5]
- 1981년 5월 24일: 서울시 서초동으로 청사 이전.
- 1996년 9월 1일: 서울법원종합청사 후생관으로 청사 이전.
- 2001년 2월 1일: 경기도 장항동으로 청사 이전.

## 조직

### 원장
사무국
- 총무과[7]
- 교무과[7]

교수

## 같이 보기
- 법원공무원교육원장